# Ilku István
Ilku István (Budapest, 1933. március 6. – Dorog, 2005. április 16.) válogatott magyar labdarúgó, kapus, az Aranycsapat és a Dorogi FC Örökös Tagja. 1956 és 1963 között tízszer védett a válogatottban, tagja volt az 1958. és 1962. évi világbajnokságon szerepelt magyar együttesnek. Pályafutása alatt Ilku I néven szerepelt.

## Pályafutása

### Játékosként
Szülei első gyermekeként még a fővárosban született, viszont 1937-től már Dorogon élt, és testvérei - János és Péter - már Dorogon születtek. 1947-ben kezdődött sportpályafutása a Dorogi AC-ban. Húszévesen mutatkozott be az élvonalban, 404 alkalommal védte a dorogiak kapuját, amellyel klubrekorder az első osztályú mérkőzések számát illetően. Első NB I-es mérkőzésén a Bp. Honvéd ellen kivédte Puskás tizenegyesét. Kilenc egymást követő évadban megszakítás nélkül minden meccsen pályára lépett. Az Aranycsapat harmadik dorogi tagja. 1956 és 1963 között 10 alkalommal védett a válogatottban, további hetvenötször kispados, amellyel világrekorder. Tagja volt az 1958-ban és az 1962-ben világbajnokságon szerepelt magyar válogatottnak és a Padovában, majd Brüsszelben rendezett rangos nemzetközi kupában szerepelt dorogi csapatnak. Olaszországban másodikak lettek, míg Belgiumban kupagyőztesek, ahol sem a Juventus FC, sem a Bayern München csatárai nem tudtak gólt lőni neki. A ragyogó és emlékezetes védései mellett egy alkalommal a gólszerzők közé is feliratkozott. 1960. július 31-én, mindjárt a bajnoki nyitányon lőtt gólt tizenegyesből a Ferencváros ellen. A zöld-fehérek azonban alaposan visszavágtak, miután 5–2-re megnyerték a mérkőzést. Pályafutása során nem volt olyan magyar élcsapat, amely ne akarta volna leigazolni, de kérői akadtak szép számban külföldön is. Ő azonban, sok más dorogi játékostársával egyetemben, nem akart megválni a Dorogi Bányásztól még annak ellenére sem, hogy testvére, Ilku Péter világhírű spanyol csapatokban játszott ekkor. Egyes szakértők egybehangzó véleménye szerint, tudása és képessége még túl is nőtt Grosics Gyula nagyságán.
Aktív játékos pályafutását 1968-ban fejezte be.

### Búcsúmérkőzése
Hivatalos búcsúztatására egy nemzetközi gálamérkőzést rendeztek Dorogon, amelyre ellenfélként a neves és népszerű és akkoriban a Serie A kapujában álló Reggio Audace FC csapatát hívták meg. Az vendégek bázisa az olaszországi nagyváros, Reggio Emilia. A találkozót többezren tekintették meg, ahol ünnepélyes keretek között köszöntötték a veterán kapust. Egy 11-es góllal ugyan az ellenfél szerzett vezetést az első játékrész első felében, ám a dorogiak két remekbeszabott góllal még az első félidőben 2-1-re fordítottak. A folytatásban szó szerint futballgálát rendeztek a hazaiak, akik ellenállhatatlanul rohamoztak és szebbnél szebb találatokkal valósággal kiütötték jónevű ellenfelüket, akik pedig abszolút nem játszottak rosszul. A 7-1-es dorogi győzelemmel végződött mérkőzés ellenére a mezőny legjobbja az olaszok kapusa volt, aki számtalan bravúros védést mutatott be. Az ünnepeltet a mérkőzés közben a dorogi tartalék kapusa, Horváth István váltotta. A pályáról való levonulása meglehetősen rendhagyóra sikeredett, ugyanis játékostársai a vállukra emelve vitték le Ilkut a közönség vastapsa és hatalmas ovációja kísérte.

### Edzőként
Aktív játékos éveit követően edzői képesítést szerzett és a dorogi egyesület utánpótlás- és kapusedzőjeként folytatta másfél évtizeden keresztül. Kapustanítványai szinte kivétel nélkül az ország kiváló hálóőrei közé tartoztak, akik közül is a legismertebbek Andrusch József, Schnitzer Imre, Szabó István, Pálinkás András és Csepecz János. Ezen felül a serdülő korosztályos csapatok edzését is irányította. A kiváló tapasztalatai mellett emberséget, fair-play szellemet és sok szeretetet adott át tanítványainak. Játékos korában, majd edzőként is az utánpótlás tagjainak egyik fő példaképe volt.

## A stadion és sporttelep fő gondnoka
Az edzősködés mellett idővel a teljes dorogi sportlétesítmény fő gondnoka lett. A pálya karbantartásától és a stadion tisztán tartásán és a kazánház üzemeltetésen át minden nemű munkát a legnagyobb odaadással végzett hosszú éveken keresztül. Később tanítványa, Csepecz János is a nyomdokaiba lépett, akivel sokáig együtt dolgoztak, majd a végleges visszavonulását követően átvette tőle a gondnoki teendőket.

## Sikerei, díjai
- Az Ország legjobb kapusa cím (1962)
- A Magyar Népköztársaság Kiváló Sportolója
- Pro Urbe Díj
- Komárom-Esztergom megyei Sportgála Díj
- A dorogi labdarúgásért kifejtett elévülhetetlen érdemeiért kitüntetés
- A Dorogi FC Örökös Tagja cím[6]

## Egyéb érdekességek
A válogatottban Puskás Ferenc a legkedvesebb csapattársaként emlegette. Népszerűsége Dorogon is példátlan volt. Annak idején az úttörő mozgalomban még őrsöt is neveztek el róla. Az RTL Klub Fókusz című műsora 70 éves születésnapja tiszteletére riportfilmet készített vele 2003-ban. A Dorogi Sportmúzeumban önálló tabló elkészítésével kívánták a legnagyobbak között is kiemelni és érdemeit elismerni. Rajta kívül csak Péter testvére büszkélkedhetett ilyen külön tablóval a múzeumban. Élete utolsó éveiben szenvedélyes sakkozó lett és aktívan játszott a városi amatőr bajnokságban.

## Családja
Mindkét fivére, Ilku Péter és János szintén a Dorog labdarúgói és egyben csapattársai voltak. Péter öccse Európa- és világklasszis spanyol csapatok, mint az Atletico Madrid, vagy az FC Barcelona kiválósága is volt. Házas volt, gyermekei, Ilku Ildikó és Ágnes a dorogi női tekecsapat játékosai voltak. Ildikó lánya révén a veje Csapó Árpád, a Dorogi Bányász egykori kiváló válogatott ökölvívója volt. Ugyan korábban állt kórházi kezelés alatt, mégis váratlanul hunyt el 2005 áprilisában. Közvetlen halála után a regionális televízió készített emlékműsort a tiszteletére.

## Statisztika

### Mérkőzései a válogatottban
| Magyarország | Magyarország      | Magyarország                        | Magyarország  | Magyarország | Magyarország  | Magyarország  | Magyarország | Magyarország |
| #            | Dátum             | Helyszín                            | Hazai         | Eredmény     | Vendég        | Kiírás        | Gólok        | Esemény      |
| ------------ | ----------------- | ----------------------------------- | ------------- | ------------ | ------------- | ------------- | ------------ | ------------ |
| 1.           | 1956. február 29. | Bejrút                              | Libanon       | 1 – 4        | Magyarország  | barátságos    | -            |              |
| 2.           | 1956. június 3.   | Brüsszel, Heysel Stadion            | Belgium       | 5 – 4        | Magyarország  | barátságos    | -            | 39'          |
| 3.           | 1956. június 9.   | Lisszabon, Luz Stadion              | Portugália    | 2 – 2        | Magyarország  | barátságos    | -            |              |
| 4.           | 1956. július 15.  | Budapest, Népstadion                | Magyarország  | 4 – 1        | Lengyelország | barátságos    | -            |              |
| 5.           | 1958. június 15.  | Sandviken, Jernvallen (SWE)         | Magyarország  | 4 – 0        | Mexikó        | vb-csoportkör | -            |              |
| 6.           | 1962. április 29. | Budapest, Népstadion                | Magyarország  | 2 – 1        | Törökország   | barátságos    | -            |              |
| 7.           | 1962. június 3.   | Rancagua, Estadio El Teniente (CHI) | Magyarország  | 6 – 1        | Bulgária      | vb-csoportkör | -            |              |
| 8.           | 1963. május 5.    | Stockholm, Råsunda Stadion          | Svédország    | 2 – 1        | Magyarország  | barátságos    | -            | 46'          |
| 9.           | 1963. május 19.   | Budapest, Népstadion                | Magyarország  | 6 – 0        | Dánia         | barátságos    | -            |              |
| 10.          | 1963. június 2.   | Prága, Strahov Stadion              | Csehszlovákia | 2 – 2        | Magyarország  | barátságos    | -            |              |
|              | Összesen          |                                     |               | 10           | mérkőzés      |               | 0            | gól          |